# Mistrzostwa Świata w Futsalu 2024
10. Mistrzostwa Świata w Futsalu odbywają się na przełomie września i października 2024 roku w  Uzbekistanie. Jest to pierwszy turniej FIFA odbywający się w Uzbekistanie. Jest to również czwarty turniej Mistrzostw Świata w futsalu odbywający się w Azji, poprzednie odbyły się w 1992 roku w Hongkongu, w 2004 w Chińskim Tajpej i w 2012 w Tajlandii. Tytułu broni reprezentacja Portugalii po pokonaniu 2:1 Argentyny w finale Mistrzostw Świata 2021

## Procedura wyboru gospodarza
Następujące oferty były początkowej fazie, ale żadna z nich nie była oficjalna:
AFC
- Iran[4]
- Indie[5]

CAF
- Maroko

CONCACAF
- Gwatemala
- Stany Zjednoczone
- Meksyk
- Nikaragua

W dniu 23 czerwca 2023 roku Rada FIFA wybrała Uzbekistan na gospodarza turnieju

## Zespoły
24 zespoły zakwalifikowały się do turnieju finałowego. Uzbekistan ze względu na fakt, że jest gospodarzem turnieju awansował  automatycznie, a pozostałe 23 zespoły wywalczyły prawo gry w kwalifikacjach. Rosja została wykluczona z udziału w eliminacjach w związku z Inwazją na Ukrainę

### Kwalifikacje
- Azja (AFC) – 5 miejsc, w tym Uzbekistan jako gospodarz
- Europa (UEFA) – 7 miejsc
- Ameryka Południowa (CONMEBOL) – 4 miejsca
- Ameryka Północna, Środkowa i Karaiby (CONCACAF) – 4 miejsca,
- Afryka (CAF) – 3 miejsca,
- Oceania (OFC) – 1 miejsce,

### Zakwalifikowane drużyny
| Drużyna       | Grupa kwalifikacyjna                                       | Strefa kwalifikacyjna                           | Liczba występów | Ostatni występ | Najlepszy wynik                             |
| ------------- | ---------------------------------------------------------- | ----------------------------------------------- | --------------- | -------------- | ------------------------------------------- |
| Uzbekistan    | gospodarz                                                  | AFC(Azja)                                       | 2               | 2021           | 1/8 finału (2021)                           |
| Tadżykistan   | Mistrzostwa Azji w futsalu 2024                            | AFC(Azja)                                       | debiutant       | debiutant      | debiutant                                   |
| Iran          | Mistrzostwa Azji w futsalu 2024                            | AFC(Azja)                                       | 8               | 2021           | III miejsce (2016)                          |
| Tajlandia     | Mistrzostwa Azji w futsalu 2024                            | AFC(Azja)                                       | 6               | 2021           | 1/8 finału (2012, 2016, 2021)               |
| Afganistan    | Mistrzostwa Azji w futsalu 2024                            | AFC(Azja)                                       | debiutant       | debiutant      | debiutant                                   |
| Angola        | Mistrzostwa Afryki w futsalu 2024                          | CAF(Afryka)                                     | 1               | 2021           | Faza grupowa (2021)                         |
| Maroko        | Mistrzostwa Afryki w futsalu 2024                          | CAF(Afryka)                                     | 3               | 2021           | Ćwierćfinał (2021)                          |
| Libia         | Mistrzostwa Afryki w futsalu 2024                          | CAF(Afryka)                                     | 2               | 2012           | Faza grupowa (2008, 2012)                   |
| Kostaryka     | Mistrzostwa CONCACAF w Futsalu 2024                        | CONCACAF(Ameryka Centralna, Północna i Karaiby) | 5               | 2021           | 1/8 finału (2016)                           |
| Panama        | Mistrzostwa CONCACAF w Futsalu 2024                        | CONCACAF(Ameryka Centralna, Północna i Karaiby) | 3               | 2021           | 1/8 finału (2012)                           |
| Gwatemala     | Mistrzostwa CONCACAF w Futsalu 2024                        | CONCACAF(Ameryka Centralna, Północna i Karaiby) | 5               | 2021           | Faza grupowa (2000, 2008, 2012, 2016, 2021) |
| Kuba          | Mistrzostwa CONCACAF w Futsalu 2024                        | CONCACAF(Ameryka Centralna, Północna i Karaiby) | 5               | 2016           | Faza grupowa (1996, 2000, 2004, 2008, 2016) |
| Brazylia      | Copa América w futsalu 2024                                | CONMEBOL(America Południowa)                    | 9               | 2021           | Mistrzostwo (1989, 1992, 1996, 2008, 2012)  |
| Argentyna     | Copa América w futsalu 2024                                | CONMEBOL(America Południowa)                    | 9               | 2021           | Mistrzostwo (2016)                          |
| Paragwaj      | Copa América w futsalu 2024                                | CONMEBOL(America Południowa)                    | 7               | 2021           | Ćwierćfinał (2016)                          |
| Wenezuela     | Copa América w futsalu 2024                                | CONMEBOL(America Południowa)                    | 1               | 2021           | 1/8 finału (2021)                           |
| Nowa Zelandia | Mistrzostwa Oceanii w futsalu 2024                         | OFC(Oceania)                                    | debiutant       | debiutant      | debiutant                                   |
| Kazachstan    | Mistrzostwa Świata w futsalu 2024 (eliminacje strefy UEFA) | UEFA(Europa)                                    | 3               | 2021           | IV miejsce (2021)                           |
| Ukraina       | Mistrzostwa Świata w futsalu 2024 (eliminacje strefy UEFA) | UEFA(Europa)                                    | 5               | 2016           | IV miejsce (1996)                           |
| Francja       | Mistrzostwa Świata w futsalu 2024 (eliminacje strefy UEFA) | UEFA(Europa)                                    | debiutant       | debiutant      | debiutant                                   |
| Hiszpania     | Mistrzostwa Świata w futsalu 2024 (eliminacje strefy UEFA) | UEFA(Europa)                                    | 9               | 2021           | Mistrzostwo (2000, 2004)                    |
| Portugalia    | Mistrzostwa Świata w futsalu 2024 (eliminacje strefy UEFA) | UEFA(Europa)                                    | 6               | 2021           | Mistrzostwo (2021)                          |
| Chorwacja     | Mistrzostwa Świata w futsalu 2024 (eliminacje strefy UEFA) | UEFA(Europa)                                    | 1               | 2000           | II runda (2000)                             |
| Holandia      | Mistrzostwa Świata w futsalu 2024 (eliminacje strefy UEFA) | UEFA(Europa)                                    | 4               | 2000           | II miejsce (1989)                           |

## Miasta i Hale
Turniej rozgrywany jest na trzech halach w trzech miastach
| Andiżan                          | Buchara                          | Taszkent          |
| -------------------------------- | -------------------------------- | ----------------- |
| Andijan Universal Sports Complex | Bukhara Universal Sports Complex | Humo Arena        |
| Pojemność: 4 000                 | Pojemność: ?                     | Pojemność: 12 500 |
|                                  |                                  |                   |
| AndiżanBucharaTaszkent           |                                  |                   |

## Losowanie
Losowanie grup X Mistrzostw Świata w futsalu odbyło się 26 maja 2024 roku w Samarkandzie. 24 zespoły zostały podzielone na sześć grup po cztery drużyny. Drużyny tej samej konfederacji nie mogły spotkać się w fazie grupowej, poza jedną grupa z dwiema drużynami UEFA.
Podział na koszyki:
W nawiasie podano pozycję w rankingu FIFA na dzień 10 maja 2024 roku.
| Koszyk 1            | Koszyk 2       | Koszyk 3           | Koszyk 4       |
| ------------------- | -------------- | ------------------ | -------------- |
| Uzbekistan (11) (A) | Maroko (6)     | Chorwacja (16)     | Holandia (36)  |
| Brazylia (1)        | Kazachstan (8) | Nowa Zelandia (19) | Gwatemala (40) |
| Portugalia (2)      | Tajlandia (9)  | Wenezuela (21)     | Panama (44)    |
| Hiszpania (3)       | Francja (10)   | Afganistan (30)    | Angola (47)    |
| Iran (4)            | Ukraina (12)   | Kostaryka (31)     | Libia (50)     |
| Argentyna (5)       | Paragwaj (13)  | Tadżykistan (34)   | Kuba (78)      |

## Faza Grupowa
Legenda do tabelek:
- Pkt – liczba punktów
- M – liczba meczów
- W – wygrane
- R – remisy
- P – porażki
- Br+ – bramki zdobyte
- Br− – bramki stracone
- +/− – różnica bramek

Dwie pierwsze drużyny z każdej grupy awansują do dalszych gier wraz z czterema najlepszymi zespołami z trzecich miejsc. Zespoły klasyfikowane są według:
1. liczby punktów zdobytych we wszystkich meczach
2. różnicy bramek we wszystkich meczach
3. liczby goli strzelonych we wszystkich meczach

Jeśli dalej nie rozstrzygnięto kolejności w tabeli dwóch lub więcej zespołów, decyduje o niej:
1. liczba punktów zdobytych w meczach pomiędzy danymi zespołami
2. różnica bramek w meczach pomiędzy danymi zespołami
3. liczba goli strzelonych we wszystkich meczach grupowych przez klasyfikowane zespoły
4. losowanie przeprowadzone przez Komitet Organizacyjny FIFA

### Grupa A
| Lp. | Drużyna    | M | Mecze | Mecze | Mecze | Bramki | Bramki | Bramki | Pkt |
| Lp. | Drużyna    | M | W     | R     | P     | +      | −      | +/−    | Pkt |
| --- | ---------- | - | ----- | ----- | ----- | ------ | ------ | ------ | --- |
| 1.  | Paragwaj   | 3 | 2     | 0     | 1     | 11     | 8      | +3     | 6   |
| 2.  | Holandia   | 3 | 1     | 2     | 0     | 10     | 7      | +3     | 5   |
| 3.  | Kostaryka  | 3 | 1     | 1     | 1     | 9      | 10     | −1     | 4   |
| 4.  | Uzbekistan | 3 | 0     | 1     | 2     | 7      | 12     | −5     | 1   |

| 14 września 2024 14:30 CEST | Paragwaj · Salas 1' · Méndez 10' · Pascottini 10' · Baez 24' · Martinez 39' | 5:2(3:2)Raport | Kostaryka · 7' Cabalceta · 17' Cubillo | Humo Arena, Taszkent Widzów: 5 658 Sędzia: Pornnarong Grairod |
|                             |                                                                             |                |                                        |                                                               |

| 14 września 2024 17:00 CEST | Uzbekistan · Tulkinov 16' · Ropiev 36' · Nishonov 40' | 3:3(1:1)Raport | Holandia · 4' Ceyar · 28' (k), 37' Ouaddouh | Humo Arena, Taszkent Widzów: 7 561 Sędzia: Khalid Hnich |
|                             |                                                       |                |                                             |                                                         |

| 17 września 2024 14:30 CEST | Kostaryka · Ceyar 7' (sam.) · León 32' | 2:2(1:1)Raport | Holandia · 19' Bouzambou · 21' Ouaddouh | Humo Arena, Taszkent Widzów: 1 481 Sędzia: Lautaro Romero |
|                             |                                        |                |                                         |                                                           |

| 17 września 2024 17:00 CEST | Uzbekistan · Nishonov 36' | 1:4(0:2)Raport | Paragwaj · 16' Espinoza · 17' Baez · 24' Martinez · 26' Salas | Humo Arena, Taszkent Widzów: 9 081 Sędzia: Reinier Fiss Solis |
|                             |                           |                |                                                               |                                                               |

| 20 września 2024 17:00 CEST | Kostaryka · Cubillo 4' · Leon 20' · Chavarria 32' · Cabalceta 33' · Salas 38' | 5:3(2:1)Raport | Uzbekistan · 14' Adilov · 27' Hamroev · 30' Berkinov | Humo Arena, Taszkent Widzów: 8 025 Sędzia: Anelize Schulz |
|                             |                                                                               |                |                                                      |                                                           |

| 20 września 2024 17:00 CET | Holandia · Martinus 7' · Cretier 8', 35' · Chih 28', 37' | 5:2(2:1)Raport | Paragwaj · 17' Pascottini · 23' Suarez | Bukhara Universal Sports Complex, Buchara Widzów: 2 411 Sędzia: Hiroyuki Kobayashi |
|                            |                                                          |                |                                        |                                                                                    |

### Grupa B
| Lp. | Drużyna   | M | Mecze | Mecze | Mecze | Bramki | Bramki | Bramki | Pkt |
| Lp. | Drużyna   | M | W     | R     | P     | +      | −      | +/−    | Pkt |
| --- | --------- | - | ----- | ----- | ----- | ------ | ------ | ------ | --- |
| 1.  | Brazylia  | 3 | 3     | 0     | 0     | 27     | 2      | +25    | 9   |
| 2.  | Tajlandia | 3 | 2     | 0     | 1     | 13     | 15     | −2     | 6   |
| 3.  | Chorwacja | 3 | 1     | 0     | 2     | 9      | 10     | −1     | 3   |
| 4.  | Kuba      | 3 | 0     | 0     | 3     | 5      | 27     | −22    | 0   |

| 14 września 2024 12:00 CEST | Chorwacja · Sekulić 30' | 1:2(0:1)Raport | Tajlandia · 3' Osamanmusa · 30' Jungwongsuk | Bukhara Universal Sports Complex, Buchara Widzów: 1 250 Sędzia: Cristian Espindola |
|                             |                         |                |                                             |                                                                                    |

| 14 września 2024 14:30 CEST | Brazylia · Marcel 2', 23', 33' · Neguinho 11' · Marlon 13', 23', 39' · Valério 13' · Pito 25' · Arthur 28' | 10:0(4:0)Raport | Kuba | Bukhara Universal Sports Complex, Buchara Widzów: 2 045 Sędzia: Ondřej Černý |
|                             | |                 |      |                                                                              |

| 17 września 2024 14:30 CEST | Tajlandia · Aransanyalak 6' · Jungwongsuk 12' · Thueanklang 14', 26' · Praphaphan 29', 29' · Osamanmusa 29', 37' · Chaemcharoen 32' · Phalaphruek 39' | 10:5(3:3)Raport | Kuba · 4' Valiente · 16', 37' Morejon · 16' Cotilla · 30' Martinez | Bukhara Universal Sports Complex, Buchara Widzów: 1 341 Sędzia: Cristiano José Cardoso Santos |
|                             | |                 |                                                                    |                                                                                               |

| 17 września 2024 17:00 CEST | Brazylia · Pito 13', 25' · Zuffo 17' (k) · Marcel 18', 24' · Neguinho 19' · Arthur 29' · Santos 37' | 8:1(4:1)Raport | Chorwacja · 15' Marinović | Bukhara Universal Sports Complex, Buchara Widzów: 2 382 Sędzia: Ebrahim Mehrabi |
|                             | |                |                           |                                                                                 |

| 20 września 2024 14:30 CET | Tajlandia · Osamanmusa 20' | 1:9(1:3)Raport | Brazylia · 6', 20', 36' Marcel · 10' Valério · 23', 31' Pito · 24' Marlon · 27' (sam.) Wongkaeo · 37' Ferrão | Bukhara Universal Sports Complex, Buchara Widzów: 2 040 Sędzia: Diego Molina |
|                            |                            |                | |                                                                              |

| 20 września 2024 14:30 CEST | Kuba | 0:7(0:2)Raport | Chorwacja · 2', 27' Čekol · 13' Vukmir · 23', 31' Perić · 25' Marinović · 31' Mataja | Humo Arena, Taszkent Widzów: 1 528 Sędzia: Nicola Manzione |
|                             |      |                |                                                                                      |                                                            |

### Grupa C
| Lp. | Drużyna    | M | Mecze | Mecze | Mecze | Bramki | Bramki | Bramki | Pkt |
| Lp. | Drużyna    | M | W     | R     | P     | +      | −      | +/−    | Pkt |
| --- | ---------- | - | ----- | ----- | ----- | ------ | ------ | ------ | --- |
| 1.  | Argentyna  | 3 | 3     | 0     | 0     | 18     | 7      | +11    | 9   |
| 2.  | Ukraina    | 3 | 2     | 0     | 1     | 12     | 10     | +2     | 6   |
| 3.  | Afganistan | 3 | 1     | 0     | 2     | 8      | 10     | −2     | 3   |
| 4.  | Angola     | 3 | 0     | 0     | 3     | 11     | 22     | −11    | 0   |

| 15 września 2024 14:30 CEST | Afganistan · Mahmoodi 2' · Qanbari 7' · Mohammadi 10' · Norowzi 14' · Kazemi 16' · Hossein Poor 40' | 6:4(5:2)Raport | Angola · 3' (sam.) Safari · 7', 36' Adérito · 40' (sam.) Moradi | Humo Arena, Taszkent Widzów: 2 106 Sędzia: Dejan Veselič |
|                             | |                |                                                                 |                                                          |

| 15 września 2024 17:00 CEST | Argentyna · Arrieta 19' (k), 32' · Brandi 19' · Rosa 21' · Borruto 30', 40' · Bolo 38' | 7:1(2:1)Raport | Ukraina · 18' Szoturma | Humo Arena, Taszkent Widzów: 3 086 Sędzia: Antony Riley |
|                             |                                                                                        |                |                        |                                                         |

| 18 września 2024 14:30 CEST | Angola · Helber 17' · Vedo 40' | 2:7(1:3)Raport | Ukraina · 7' (k) Żuk · 13', 16' Korsun · 26' Melnyk · 28' Zwarycz · 32' Czerniawski · 40' Szwed | Humo Arena, Taszkent Widzów: 1 374 Sędzia: An Ran |
|                             |                                |                |                                                                                                 |                                                   |

| 18 września 2024 17:00 CEST | Argentyna · Rosa 3', 33' | 2:1(1:0)Raport | Afganistan · 32' (sam.) Sarmiento | Humo Arena, Taszkent Widzów: 3 442 Sędzia: Eduardo Fernandes Coelho |
|                             |                          |                |                                   |                                                                     |

| 21 września 2024 17:00 CEST | Angola · Cambangula 1', 2', 10' · Claudino 32' (sam.) · Adérito 33' | 5:9(3:4)Raport | Argentyna · 7', 17', 34', 34', 35' Brandi · 13' Borruto · 18' Arrieta · 31' Tripodi · 33' Claudino | Humo Arena, Taszkent Widzów: 4 449 Sędzia: Chris Sinclair |
|                             |                                                                     |                | |                                                           |

| 21 września 2024 17:00 CEST | Ukraina · Żuk 15' (k) · Abakszyn 16' · Zwarycz 37' · Korsun 38' | 4:1(2:0)Raport | Afganistan · 26' Gholami | Andijan Universal Sports Complex, Andiżan Widzów: 2 090 Sędzia: Jorge Flores |
|                             |                                                                 |                |                          |                                                                              |

### Grupa D
| Lp. | Drużyna       | M | Mecze | Mecze | Mecze | Bramki | Bramki | Bramki | Pkt |
| Lp. | Drużyna       | M | W     | R     | P     | +      | −      | +/−    | Pkt |
| --- | ------------- | - | ----- | ----- | ----- | ------ | ------ | ------ | --- |
| 1.  | Hiszpania     | 3 | 2     | 1     | 0     | 16     | 2      | +14    | 7   |
| 2.  | Kazachstan    | 3 | 2     | 1     | 0     | 15     | 2      | +13    | 7   |
| 3.  | Libia         | 3 | 1     | 0     | 2     | 4      | 13     | −9     | 3   |
| 4.  | Nowa Zelandia | 3 | 0     | 0     | 3     | 2      | 20     | −18    | 0   |

| 15 września 2024 12:00 CEST | Nowa Zelandia · Ditfort 40' | 1:3(0:1)Raport | Libia · 7' Khamis · 29' Zreeg · 40' Abuksheam | Andijan Universal Sports Complex, Andiżan Widzów: 1 195 Sędzia: Anatoliy Rubakov |
|                             |                             |                |                                               |                                                                                  |

| 15 września 2024 14:30 CEST | Hiszpania · Gordillo 17' | 1:1(1:1)Raport | Kazachstan · 1' Orazov | Andijan Universal Sports Complex, Andiżan Widzów: 1 808 Sędzia: Roberto Lopez |
|                             |                          |                |                        |                                                                               |

| 18 września 2024 14:30 CEST | Libia · Khamis 17' | 1:4(1:3)Raport | Kazachstan · 15' (sam.) Suhayb · 17' Orazov · 18' Rashit · 35' Akbalikov | Andijan Universal Sports Complex, Andiżan Widzów: 1 572 Sędzia: Daniel Rodríguez |
|                             |                    |                |                                                                          |                                                                                  |

| 18 września 2024 17:00 CEST | Hiszpania · Mellado 12' · Gómez 21' · Catela 25', 32', 33' · Gordillo 26' · Campos 30' | 7:1(1:1)Raport | Nowa Zelandia · 6' Twigg | Andijan Universal Sports Complex, Andiżan Widzów: 1 993 Sędzia: Mohamed Youssef |
|                             |                                                                                        |                |                          |                                                                                 |

| 21 września 2024 14:30 CEST | Libia | 0:8(0:5)Raport | Hiszpania · 9', 16', 28' Mellado · 10' Fernández · 15', 29' Cortés · 20' Catela · 32' Gordillo | Andijan Universal Sports Complex, Andiżan Widzów: 1 703 Sędzia: Fahad Alhosani |
|                             |       |                |                                                                                                |                                                                                |

| 21 września 2024 14:30 CEST | Kazachstan · Turegazin 9' · Daribay 12' · Knaub 15', 16', 21', 23', 37' · Leo 21', 30', 39' · Wisnewski 31' (sam.) | 10:0(4:0)Raport | Nowa Zelandia | Humo Arena, Taszkent Widzów: 3 828 Sędzia: Ricardo Lay |
|                             | |                 |               |                                                        |

### Grupa E
| Lp. | Drużyna     | M | Mecze | Mecze | Mecze | Bramki | Bramki | Bramki | Pkt |
| Lp. | Drużyna     | M | W     | R     | P     | +      | −      | +/−    | Pkt |
| --- | ----------- | - | ----- | ----- | ----- | ------ | ------ | ------ | --- |
| 1.  | Portugalia  | 3 | 3     | 0     | 0     | 17     | 4      | +13    | 9   |
| 2.  | Maroko      | 3 | 2     | 0     | 1     | 11     | 9      | +2     | 6   |
| 3.  | Panama      | 3 | 1     | 0     | 2     | 12     | 19     | −7     | 3   |
| 4.  | Tadżykistan | 3 | 0     | 0     | 3     | 7      | 15     | −8     | 0   |

| 16 września 2024 14:30 CEST | Portugalia · Peñaloza 5' (sam.) · Jesus 6', 16' · Coelho 8' · Paçó 11' · Mendonça 12' · Coelho 17', 29' · Kutchy 20' · Varela 37' | 10:1(8:1)Raport | Panama · 35' Maquensi | Humo Arena, Taszkent Widzów: 2 078 Sędzia: Ryan Shepheard |
|                             | |                 |                       |                                                           |

| 16 września 2024 17:00 CEST | Tadżykistan · Rizomov 34' · Sardorov 39' | 2:4(0:1)Raport | Maroko · 1', 29' Boumezou · 37' Charraoui · 38' El-Fenni | Humo Arena, Taszkent Widzów: 3 959 Sędzia: Oriana Zambrano |
|                             |                                          |                |                                                          |                                                            |

| 19 września 2024 14:30 CEST | Maroko · El Mesrar 2', 39' · Charraoui 6', 17' · El-Fenni 22', 36' | 6:3(3:1)Raport | Panama · 16' Ortiz · 27' Campos · 33' Maquensi | Humo Arena, Taszkent Widzów: 1 291 Sędzia: Daniel Manrique |
|                             |                                                                    |                |                                                |                                                            |

| 19 września 2024 17:00 CEST | Portugalia · Varela 2' · Zicky 11' · Mendonça 28' | 3:2(2:0)Raport | Tadżykistan · 26' Aliev · 40' Soliev | Humo Arena, Taszkent Widzów: 3 239 Sędzia: Jorge Flores |
|                             |                                                   |                |                                      |                                                         |

| 22 września 2024 14:30 CEST | Maroko · El Mesrar 34' | 1:4Raport | Portugalia · 2' Mendonça · 19' (k), 22' Coelho · 39' Zicky | Humo Arena, Taszkent Widzów: 2 077 Sędzia: Rafael Villalba |
|                             |                        |           |                                                            |                                                            |

| 22 września 2024 14:30 CEST | Panama · Salomov 14' (sam.) · Forero 14' · Milord 20' · Maquensi 31' · Caballero 38', 39' · Castrellón 39', 39' | 8:3(3:1)Raport | Tadżykistan · 5' Alimakhmadov · 27' Rizomov · 35' Yorov | Bukhara Universal Sports Complex, Buchara Widzów: 1 572 Sędzia: Damian Grabowski |
|                             | |                |                                                         |                                                                                  |

### Grupa F
| Lp. | Drużyna   | M | Mecze | Mecze | Mecze | Bramki | Bramki | Bramki | Pkt |
| Lp. | Drużyna   | M | W     | R     | P     | +      | −      | +/−    | Pkt |
| --- | --------- | - | ----- | ----- | ----- | ------ | ------ | ------ | --- |
| 1.  | Iran      | 3 | 3     | 0     | 0     | 20     | 6      | +14    | 9   |
| 2.  | Francja   | 3 | 2     | 0     | 1     | 14     | 10     | +4     | 6   |
| 3.  | Wenezuela | 3 | 1     | 0     | 2     | 11     | 17     | −6     | 3   |
| 4.  | Gwatemala | 3 | 0     | 0     | 3     | 10     | 22     | −12    | 0   |

| 16 września 2024 14:30 CEST | Iran · Aghapour 8', 23' · Karimi 10', 13' · Azimi 19', 39' · Davoudi 27' | 7:1(4:1)Raport | Wenezuela · 15' Francia | Bukhara Universal Sports Complex, Buchara Widzów: 1 694 Sędzia: Nikola Jelić |
|                             |                                                                          |                |                         |                                                                              |

| 16 września 2024 17:00 CEST | Gwatemala · Sandoval 2' · Alvarado 10' · Ruiz 20' | 3:6(3:2)Raport | Francja · 13', 18' Tchaptchet · 21' Mouhoudine · 31' Ramirez · 32' Mohammed · 37' Lutin | Bukhara Universal Sports Complex, Buchara Widzów: 2 079 Sędzia: Aymen Kammoun |
|                             |                                                   |                |                                                                                         |                                                                               |

| 19 września 2024 14:30 CEST | Iran · Ahmadabbasi 6', 27', 40' · Aghapour 11', 21' · Tayyebi 14', 37' · Azimi 25' · Karimi 32' | 9:4(3:3)Raport | Gwatemala · 6', 15' Ruiz · 20' Sandoval · 38' Santizo | Bukhara Universal Sports Complex, Buchara Widzów: 1 209 Sędzia: Alejandro Martínez |
|                             |                                                                                                 |                |                                                       |                                                                                    |

| 19 września 2024 17:00 CEST | Francja · Menendez 6' · Saadaoui 17' · Ramirez 19', 38' · Touré 26' · Lutin 33' · Belhaj 39' | 7:3(3:2)Raport | Wenezuela · 14', 22' Briceno · 14' Viamonte | Bukhara Universal Sports Complex, Buchara Widzów: 1 726 Sędzia: Truong Quoc Dung |
|                             |                                                                                              |                |                                             |                                                                                  |

| 22 września 2024 17:00 CEST | Francja · Touré 37' | 1:4(0:0)Raport | Iran · 25', 37' Aghapour · 28' Oladghobad · 30' Rafieipour | Bukhara Universal Sports Complex, Buchara Widzów: 2 641 Sędzia: Tarek El Khatby |
|                             |                     |                |                                                            |                                                                                 |

| 22 września 2024 17:00 CEST | Wenezuela · Briceno 1', 34', 36' · Cabarcas 18' · Carreño 25' · Viamonte 27' · Sanz 35' | 7:3(2:1)Raport | Gwatemala · 16' Paniagua · 32' Sandoval · 40' Tagre | Humo Arena, Taszkent Widzów: 2 650 Sędzia: Daniel Matkovic |
|                             |                                                                                         |                |                                                     |                                                            |

### Klasyfikacja III miejsc
| Lp. | Drużyna    | M | Mecze | Mecze | Mecze | Bramki | Bramki | Bramki | Pkt |
| Lp. | Drużyna    | M | W     | R     | P     | +      | −      | +/−    | Pkt |
| --- | ---------- | - | ----- | ----- | ----- | ------ | ------ | ------ | --- |
| A.  | Kostaryka  | 3 | 1     | 1     | 1     | 9      | 10     | −1     | 4   |
| B.  | Chorwacja  | 3 | 1     | 0     | 2     | 9      | 10     | −1     | 3   |
| C.  | Afganistan | 3 | 1     | 0     | 2     | 8      | 10     | −2     | 3   |
| F.  | Wenezuela  | 3 | 1     | 0     | 2     | 11     | 17     | −6     | 3   |
| E.  | Panama     | 3 | 1     | 0     | 2     | 12     | 19     | −7     | 3   |
| D.  | Libia      | 3 | 1     | 0     | 2     | 4      | 13     | −9     | 3   |

W 1/8 finału, gdzie awansują 4 najlepsze zespoły z 3. miejsc, kolejność meczów z tymi drużynami zależała od tego, z jakiej są grupy (kolorem żółtym jest zaznaczony wariant, który stał się faktem):
| 4 najlepsze zespoły z 3. miejsc | Rywal zwycięzcy grupy A | Rywal zwycięzcy grupy B | Rywal zwycięzcy grupy C | Rywal zwycięzcy grupy D |
| ------------------------------- | ----------------------- | ----------------------- | ----------------------- | ----------------------- |
| A B C D                         | 3. miejsce z grupy C    | 3. miejsce z grupy D    | 3. miejsce z grupy A    | 3. miejsce z grupy B    |
| A B C E                         | 3. miejsce z grupy C    | 3. miejsce z grupy A    | 3. miejsce z grupy B    | 3. miejsce z grupy E    |
| A B C F                         | 3. miejsce z grupy C    | 3. miejsce z grupy A    | 3. miejsce z grupy B    | 3. miejsce z grupy F    |
| A B D E                         | 3. miejsce z grupy D    | 3. miejsce z grupy A    | 3. miejsce z grupy B    | 3. miejsce z grupy E    |
| A B D F                         | 3. miejsce z grupy D    | 3. miejsce z grupy A    | 3. miejsce z grupy B    | 3. miejsce z grupy F    |
| A B E F                         | 3. miejsce z grupy E    | 3. miejsce z grupy A    | 3. miejsce z grupy B    | 3. miejsce z grupy F    |
| A C D E                         | 3. miejsce z grupy C    | 3. miejsce z grupy D    | 3. miejsce z grupy A    | 3. miejsce z grupy E    |
| A C D F                         | 3. miejsce z grupy C    | 3. miejsce z grupy D    | 3. miejsce z grupy A    | 3. miejsce z grupy F    |
| A C E F                         | 3. miejsce z grupy C    | 3. miejsce z grupy A    | 3. miejsce z grupy F    | 3. miejsce z grupy E    |
| A D E F                         | 3. miejsce z grupy D    | 3. miejsce z grupy A    | 3. miejsce z grupy F    | 3. miejsce z grupy E    |
| B C D E                         | 3. miejsce z grupy C    | 3. miejsce z grupy D    | 3. miejsce z grupy B    | 3. miejsce z grupy E    |
| B C D F                         | 3. miejsce z grupy C    | 3. miejsce z grupy D    | 3. miejsce z grupy B    | 3. miejsce z grupy F    |
| B C E F                         | 3. miejsce z grupy E    | 3. miejsce z grupy C    | 3. miejsce z grupy B    | 3. miejsce z grupy F    |
| B D E F                         | 3. miejsce z grupy E    | 3. miejsce z grupy D    | 3. miejsce z grupy B    | 3. miejsce z grupy F    |
| C D E F                         | 3. miejsce z grupy C    | 3. miejsce z grupy D    | 3. miejsce z grupy F    | 3. miejsce z grupy E    |

## Faza Pucharowa
W fazie pucharowej uczestniczy 16 zespołów, które awansują z fazy grupowej. Ta część rywalizacji składa się z czterech rund, w każdej rundzie odpada połowa drużyn. Po wyłonieniu czterech najlepszych drużyn turnieju, rozegrane zostaną półfinały. Przegrani tych spotkań rozegrają mecz o brązowy medal, zaś zwycięzcy o tytuł mistrzowski. W każdym ze spotkań fazy pucharowej mecz zakończony w regulaminowym czasie remisem musi być rozstrzygnięty poprzez trzydziestominutową dogrywkę. Jeżeli wynik nadal pozostaje nierozstrzygnięty, następuje seria rzutów karnych.
|  |                       |            |                       |                       |                      |                      |                          |                   |                   |                   |                          |                          |                          |  |  |       |       |       |
|  | 1/8 finału            | 1/8 finału | 1/8 finału            |                       |                      | Ćwierćfinały         | Ćwierćfinały             | Ćwierćfinały      |                   |                   | Półfinały                | Półfinały                | Półfinały                |  |  | Finał | Finał | Finał |
|  | 1/8 finału            | 1/8 finału | 1/8 finału            |                       |                      | Ćwierćfinały         | Ćwierćfinały             | Ćwierćfinały      |                   |                   | Półfinały                | Półfinały                | Półfinały                |  |  | Finał | Finał | Finał |
|  | 24 września, Taszkent |            |                       |                       |                      |                      |                          |                   |                   |                   |                          |                          |                          |  |  |       |       |       |
|  |                       |            |                       |                       |                      |                      |                          |                   |                   |                   |                          |                          |                          |  |  |       |       |       |
|  | Holandia              | Holandia   | 1                     |                       |                      |                      |                          |                   |                   |                   |                          |                          |                          |  |  |       |       |       |
|  | Holandia              | Holandia   | 1                     | 29 września, Taszkent |                      |                      |                          |                   |                   |                   |                          |                          |                          |  |  |       |       |       |
|  | Ukraina               | Ukraina    | 3                     |                       |                      |                      |                          |                   |                   |                   |                          |                          |                          |  |  |       |       |       |
|  | Ukraina               | Ukraina    | 3                     |                       |                      | Ukraina              | Ukraina                  | 9                 |                   |                   |                          |                          |                          |  |  |       |       |       |
|  | 25 września, Andiżan  |            |                       |                       |                      | Ukraina              | Ukraina                  | 9                 |                   |                   |                          |                          |                          |  |  |       |       |       |
|  |                       |            | Wenezuela             | Wenezuela             | 4                    |                      |                          |                   |                   |                   |                          |                          |                          |  |  |       |       |       |
|  | Hiszpania             | Hiszpania  | Wenezuela             | Wenezuela             | 4                    | 1                    |                          |                   |                   |                   |                          |                          |                          |  |  |       |       |       |
|  | Hiszpania             | Hiszpania  |                       |                       |                      | 1                    | 2 października, Taszkent |                   |                   |                   |                          |                          |                          |  |  |       |       |       |
|  | Wenezuela             | Wenezuela  | 2                     |                       |                      |                      |                          |                   |                   |                   |                          |                          |                          |  |  |       |       |       |
|  | Wenezuela             | Wenezuela  | 2                     |                       |                      | Ukraina              | Ukraina                  | 2                 |                   |                   |                          |                          |                          |  |  |       |       |       |
|  | 24 września, Buchara  |            |                       |                       |                      | Ukraina              | Ukraina                  | 2                 |                   |                   |                          |                          |                          |  |  |       |       |       |
|  |                       |            | Brazylia              | Brazylia              | 3                    |                      |                          |                   |                   |                   |                          |                          |                          |  |  |       |       |       |
|  | Brazylia              | Brazylia   | Brazylia              | Brazylia              | 3                    | 5                    |                          |                   |                   |                   |                          |                          |                          |  |  |       |       |       |
|  | Brazylia              | Brazylia   | 29 września, Buchara  |                       |                      | 5                    |                          |                   |                   |                   |                          |                          |                          |  |  |       |       |       |
|  | Kostaryka             | Kostaryka  | 0                     |                       |                      |                      |                          |                   |                   |                   |                          |                          |                          |  |  |       |       |       |
|  | Kostaryka             | Kostaryka  | 0                     |                       |                      | Brazylia             | Brazylia                 | 3                 |                   |                   |                          |                          |                          |  |  |       |       |       |
|  | 26 września, Buchara  |            |                       |                       |                      | Brazylia             | Brazylia                 | 3                 |                   |                   |                          |                          |                          |  |  |       |       |       |
|  |                       |            | Maroko                | Maroko                | 1                    |                      |                          |                   |                   |                   |                          |                          |                          |  |  |       |       |       |
|  | Iran                  | Iran       | Maroko                | Maroko                | 1                    | 3                    |                          |                   |                   |                   |                          |                          |                          |  |  |       |       |       |
|  | Iran                  | Iran       |                       |                       |                      | 3                    | 6 października, Taszkent |                   |                   |                   |                          |                          |                          |  |  |       |       |       |
|  | Maroko                | Maroko     | 4                     |                       |                      |                      |                          |                   |                   |                   |                          |                          |                          |  |  |       |       |       |
|  | Maroko                | Maroko     | 4                     |                       |                      | Brazylia             | Brazylia                 | 2                 |                   |                   |                          |                          |                          |  |  |       |       |       |
|  | 26 września, Andiżan  |            |                       |                       |                      | Brazylia             | Brazylia                 | 2                 |                   |                   |                          |                          |                          |  |  |       |       |       |
|  |                       |            | Argentyna             | Argentyna             | 1                    |                      |                          |                   |                   |                   |                          |                          |                          |  |  |       |       |       |
|  | Portugalia            | Portugalia | Argentyna             | Argentyna             | 1                    | 1                    |                          |                   |                   |                   |                          |                          |                          |  |  |       |       |       |
|  | Portugalia            | Portugalia | 30 września, Taszkent |                       |                      | 1                    |                          |                   |                   |                   |                          |                          |                          |  |  |       |       |       |
|  | Kazachstan            | Kazachstan | 2                     |                       |                      |                      |                          |                   |                   |                   |                          |                          |                          |  |  |       |       |       |
|  | Kazachstan            | Kazachstan | 2                     |                       |                      | Kazachstan           | Kazachstan               | 1                 |                   |                   |                          |                          |                          |  |  |       |       |       |
|  | 27 września, Taszkent |            |                       |                       |                      | Kazachstan           | Kazachstan               | 1                 |                   |                   |                          |                          |                          |  |  |       |       |       |
|  |                       |            | Argentyna             | Argentyna             | 6                    |                      |                          |                   |                   |                   |                          |                          |                          |  |  |       |       |       |
|  | Argentyna             | Argentyna  | Argentyna             | Argentyna             | 6                    | 2                    |                          |                   |                   |                   |                          |                          |                          |  |  |       |       |       |
|  | Argentyna             | Argentyna  |                       |                       |                      | 2                    | 3 października, Taszkent |                   |                   |                   |                          |                          |                          |  |  |       |       |       |
|  | Chorwacja             | Chorwacja  | 0                     |                       |                      |                      |                          |                   |                   |                   |                          |                          |                          |  |  |       |       |       |
|  | Chorwacja             | Chorwacja  | 0                     |                       |                      | Argentyna            | Argentyna                | 3                 |                   |                   |                          |                          |                          |  |  |       |       |       |
|  | 27 września, Buchara  |            |                       |                       |                      | Argentyna            | Argentyna                | 3                 |                   |                   |                          |                          |                          |  |  |       |       |       |
|  |                       |            | Francja               | Francja               | 2                    |                      |                          | Mecz o 3. miejsce | Mecz o 3. miejsce | Mecz o 3. miejsce |                          |                          |                          |  |  |       |       |       |
|  | Tajlandia             | Tajlandia  | Francja               | Francja               | 2                    | 2                    |                          |                   |                   | Mecz o 3. miejsce |                          |                          |                          |  |  |       |       |       |
|  | Tajlandia             | Tajlandia  |                       |                       | 30 września, Buchara | 30 września, Buchara | 30 września, Buchara     |                   |                   |                   | 6 października, Taszkent | 6 października, Taszkent | 6 października, Taszkent |  |  |       |       |       |
|  | Francja               | Francja    | 5                     |                       | 30 września, Buchara | 30 września, Buchara | 30 września, Buchara     |                   |                   |                   | 6 października, Taszkent | 6 października, Taszkent | 6 października, Taszkent |  |  |       |       |       |
|  | Francja               | Francja    | 5                     |                       |                      | Francja              | Francja                  | 2                 | Ukraina           | Ukraina           | 7                        |                          |                          |  |  |       |       |       |
|  | 26 września, Taszkent |            |                       |                       |                      | Francja              | Francja                  | 2                 | Ukraina           | Ukraina           | 7                        |                          |                          |  |  |       |       |       |
|  |                       |            | Paragwaj              | Paragwaj              | 1                    |                      |                          | Francja           | Francja           | 1                 |                          |                          |                          |  |  |       |       |       |
|  | Paragwaj              | Paragwaj   | Paragwaj              | Paragwaj              | 1                    | 3                    |                          | Francja           | Francja           | 1                 |                          |                          |                          |  |  |       |       |       |
|  | Paragwaj              | Paragwaj   |                       |                       |                      |                      |                          |                   |                   |                   |                          |                          |                          |  |  |       |       |       |
|  | Afganistan            | Afganistan | 1                     |                       |                      |                      |                          |                   |                   |                   |                          |                          |                          |  |  |       |       |       |
|  | Afganistan            | Afganistan | 1                     |                       |                      |                      |                          |                   |                   |                   |                          |                          |                          |  |  |       |       |       |

### 1/8 finału
| 24 września 2024 14:30 CEST | Brazylia · Marcel 5' · Valério 12' · Lino 28' · Neguinho 36', 40' | 5:0(2:0)Raport | Kostaryka | Bukhara Universal Sports Complex, Buchara Widzów: 1 471 Sędzia: Juan Cordero |
|                             |                                                                   |                |           |                                                                              |

| 24 września 2024 17:00 CEST | Holandia · Bouzambou 29' | 1:3(0:1)Raport | Ukraina · 6' Zwarycz · 31', 40' Melnyk | Humo Arena, Taszkent Widzów: 1 883 Sędzia: Daniel Rodríguez |
|                             |                          |                |                                        |                                                             |

| 25 września 2024 17:00 CEST | Paragwaj · Martinez 30' · Méndez 41' · Espinoza 42' | 3:1 dogr.(0:1, 1:1, 3:1)Raport | Afganistan · 15' Hossaini | Humo Arena, Taszkent Widzów: 1 874 Sędzia: Youssef Mohamed |
|                             |                                                     |                                |                           |                                                            |

| 25 września 2024 14:30 CEST | Hiszpania · Gómez 23' | 1:2(0:1)Raport | Wenezuela · 12' Villalobos · 38' Carreño | Andijan Universal Sports Complex, Andiżan Widzów: 1 235 Sędzia: An Ran |
|                             |                       |                |                                          |                                                                        |

| 26 września 2024 14:30 CET | Iran · Derakhshani 3' · Tayyebi 20' · Oladghobad 21' | 3:4(1:4)Raport | Maroko · 6' Bouzid · 10' Rafieipour · 16' El Mesrar · 38' El-Fenni | Bukhara Universal Sports Complex, Buchara Sędzia: Daniel Matkovic |
|                            |                                                      |                |                                                                    |                                                                   |

| 26 września 2024 17:00 CET | Portugalia · Zicky 21' | 1:20:1Raport | Kazachstan · 10' Yesenamanov · 39' Tursagulov | Andijan Universal Sports Complex, Andiżan Widzów: 2,825 Sędzia: Lautaro Romero |
|                            |                        |              |                                               |                                                                                |

| 27 września 2024 17:00 CET | Argentyna · Brandi 2' · Rosa 24' | 2:01:0Raport | Chorwacja | Humo Arena, Taszkent Widzów: 2307 Sędzia: Anatoliy Rubakov |
|                            |                                  |              |           |                                                            |

| 27 września 2024 14:30 CET | Tajlandia · Thueanklang 25' · Wingwon 33' | 2:50:1Raport | Francja · 8' Bendali · 23' Sigarassy Touré · 29' Mohammed · 38' Mouhoudine · 39' Saadaoui | Bukhara Universal Sports Complex, Buchara Widzów: 1017 Sędzia: Anthony Riley |
|                            |                                           |              |                                                                                           |                                                                              |

### Ćwierćfinały
| 29 września 2024 14:30 CET | Brazylia · Marques 12' · Lino 18' · Zuffo 29' | 3:12:0Raport | Maroko · 15' Boumezou | Bukhara Universal Sports Complex, Buchara Widzów: 2705 Sędzia: Alejandro Martínez |
|                            |                                               |              |                       |                                                                                   |

| 29 września 2024 17:00 CET | Ukraina · Abakszyn 5, 15, 18 ' · Szoturma 14' · Szwed 20' · Semenczenko 21' · Suchow 27' · Czerniawski 32' · Mykytiuk 38' | 9:45:3Raport | Wenezuela · 6' Francia · 16' Viamonte · 17' Vidal · 30' Morillo | Humo Arena, Taszkent Widzów: 3209 Sędzia: Tarek Elkhataby |
|                            | |              |                                                                 |                                                           |

| 30 września 2024 14:30 CET | Francja · Guirio 22' · Mohammed 35' | 2:10:0Raport | Paragwaj · 15' F.Martínez | Bukhara Universal Sports Complex, Buchara Widzów: 1115 Sędzia: Jorge Flores |
|                            |                                     |              |                           |                                                                             |

| 30 września 2024 17:00 CET | Kazachstan · Tursagulov 34' | 1:60:0Raport | Argentyna · 22' Rosa · 27' Claudino · 29, 38' Arrieta · 33' Corso · 34' Alemany | Humo Arena, Taszkent Widzów: 8898 Sędzia: Ondřej Černý |
|                            |                             |              |                                                                                 |                                                        |

### Półfinały
| 2 października 2024 17:00CET | Ukraina · Czerniawski 18' · Korsun 29' | 2:31:0Raport | Brazylia · 24' (sam) Semenczenko · 22, 36' Zuffo | Humo Arena, Taszkent Widzów: 4208 Sędzia: Anthony Riley |
|                              |                                        |              |                                                  |                                                         |

| 3 października 2024 17:00CET | Argentyna · Kevin Arrieta 3, 37' · Claudino 8' | 3:22:1Raport | Francja · 6' Ménendez · 25' Touré | Humo Arena, Taszkent Widzów: 4539 Sędzia: Ryan Shepheard |
|                              |                                                |              |                                   |                                                          |

### Mecz o 3. miejsce
| 6 października 2024 14:30 CET | Ukraina · Czerniawski 11 ' · Zwarycz 22' · Żuk 27, 28' · Abakszyn 30, 30, 33' | 7:11:0Raport | Francja · 23'Saadaoui | Humo Arena, Taszkent Widzów: 4890 Sędzia: Daniel Rodríguez |
|                               |                                                                               |              |                       |                                                            |

### Finał
| 6 października 2024 17:00CET | Brazylia · Ferrão 6' · Santos 13' | 2:12:0Raport | Argentyna · 6' Rosa | Humo Arena, Taszkent Sędzia: Alejandro Martínez |
|                              |                                   |              |                     |                                                 |

## Strzelcy
Bramki z serii rzutów karnych nie są wliczane do klasyfikacji strzelców.

### 10 goli
- Marcel Marques

### 7 goli
- Kevin Arrieta
- Alan Brandi
- Danyił Abakszyn

### 6 goli
- Matías Rosa
- Salar Aghapour

### 5 goli
- Pito
- Arnold Knaub
- Kevin Briceno

### 4 gole
- Dyego Zuffo
- Marlon Araújo
- Neguinho
- Catela
- Miguel Mellado
- Soufiane El Mesrar
- Idriss Raiss El-Fenni
- Francisco Martinez
- Muhammad Osamanmusa
- Ihor Czerniawski
- Ihor Korsun
- Mychajło Zwarycz
- Jewhenij Żuk

### 3 gole
- Adérito
- Jô Cambangula
- Cristian Borruto
- Ángel Claudino
- Felipe Valério
- Abdessamad Mohammed
- Kévin Ramirez
- Ayoub Saadaoui
- Patrick Ruiz
- Marvin Sandoval
- Jesús Gordillo
- Ismail Ouaddouh
- Saeid Ahmadabbasi
- Behrooz Azimi
- Mahdi Karimi
- Hossein Tayyebi
- Otmane Boumezou
- Soufian Charraoui
- Alfonso Maquensi
- Bruno Coelho
- Erick Mendonça
- Zicky Té
- Suphawut Thueanklang
- Andrij Melnyk
- Jesús Viamonte

### 2 gole
- Lucas Bolo
- Arthur Guilherme
- Ferrão
- Leandro Lino
- Rafa Santos
- Kristian Čekol
- Dario Marinović
- Luka Perić
- Nelson Lutin
- Nicolas Menendez
- Souheil Mouhoudine

France Mamadou Siragassy Touré
- Arthur Tchaptchet
- Mamadou Touré
- Francisco Cortés
- Raúl Gómez
- Saïd Bouzambou
- Mohamed Chih
- Jordy Cretier
- Moslem Oladghobad
- Leo Higuita
- Birjan Orazov
- Dauren Tursagulov
- Minor Cabalceta
- Edwin Cubillo
- Yosel León
- Cristian Morejon
- Mohammed Khamis
- José Caballero
- Abdiel Castrellón
- Arnaldo Baez
- Jorge Espinoza
- Emerson Méndez
- Pedro Pascottini
- Adolfo Salas
- André Coelho
- Afonso Jesus
- Pany Varela
- Samandar Rizomov
- Ronnachai Jungwongsuk
- Itticha Praphaphan
- Petro Szoturma
- Nazar Szwed
- Khusniddin Nishonov
- Victor Carreño
- Milton Francia

### 1 gol
- Mehran Gholami
- Hamid Hossaini
- Reza Hossein Poor
- Akbar Kazemi
- Farzad Mahmoodi
- Hussain Mohammadi
- Mahdi Norowzi
- Omid Qanbari
- Helber
- Vedo
- Sebastián Corso
- Lucas Tripodi
- David Mataja
- Antonio Sekulić
- Niko Vukmir
- Sid Belhaj
- Steve Bendali
- Ouassini Guirio
- Roman Alvarado
- Jenner Paniagua
- Edgar Santizo
- Nelson Tagre
- Raúl Campos
- Adolfo Fernández
- Tevfik Ceyar
- Jordany Martinus
- Amirhossein Davoudi
- Mohammad Derakhshani
- Alireza Rafieipour
- Albert Akbalikov
- Akzhol Daribay
- Zhakhangir Rashit
- Rinat Turegazin
- Chingiz Yesenamanov
- Diego Chavarria
- Jean Salas
- Dayan Cotilla
- Iduan Martinez
- Cristian Valiente
- Feras Abuksheam
- Mohamed Zreeg
- Khalid Bouzid
- Jordan Ditfort
- Art Twigg
- Aquiles Campos
- Mario Forero
- Ruman Milord
- Abdiel Ortiz
- Lucas Suarez
- Edmilson Kutchy
- Tomás Paçó
- Komron Aliev
- Nekruz Alimakhmadov
- Fayzali Sardorov
- Bakhtiyor Soliev
- Idris Yorov
- Krit Aransanyalak
- Apiwat Chaemcharoen
- Sarawut Phalaphruek
- Narongsak Wingwon
- Mykoła Mykytiuk
- Rostysław Semenczenko
- Ołeksandr Suchow
- Mashrab Adilov
- Samariddin Berkinov
- Ilhomjon Hamroev
- Ikhtiyor Ropiev
- Elbek Tulkinov
- Wilmer Cabarcas
- Rafael Morillo
- Carlos Sanz
- Alfredo Vidal
- José Villalobos

### Gole samobójcze
- Mohammad Moradi (dla Angoli)
- Javad Safari (dla Angoli)
- Ángel Claudino (dla Angoli)
- Nicolás Sarmiento (dla Afganistanu)
- Tevfik Ceyar (dla Kostaryki)
- Alireza Rafieipour (dla Maroka)
- Abraheem Suhayb (dla Kazachstanu)
- Logan Wisnewski (dla Kazachstanu)
- Jaime Peñaloza (dla Portugalii)
- Dilshod Salomov (dla Panamy)
- Kritsada Wongkaeo (dla Brazylii)
- Rostysław Semenczenko (dla Brazylii)

## Nagrody
| Złota Piłka | Złoty But      | Złota Rękawica | FIFA Fair Play |
| ----------- | -------------- | -------------- | -------------- |
| Dyego Zuffo | Marcel Marques | Willian Dorn   | Portugalia     |

## Ostateczny ranking:
| Miejsce                         | Reprezentacja | M | Z | R | P | B+ | B- | +/- | Pkt | Federacja |
| ------------------------------- | ------------- | - | - | - | - | -- | -- | --- | --- | --------- |
| złoto                           | Brazylia      | 7 | 7 | 0 | 0 | 40 | 6  | +34 | 21  | CONMEBOL  |
| srebro                          | Argentyna     | 7 | 6 | 0 | 1 | 30 | 12 | +18 | 18  | CONMEBOL  |
| brąz                            | Ukraina       | 7 | 5 | 0 | 2 | 33 | 19 | +14 | 15  | UEFA      |
| 4.                              | Francja       | 7 | 4 | 0 | 3 | 24 | 23 | +1  | 12  | UEFA      |
| Wyeliminowani w ćwierćfinale    |               |   |   |   |   |    |    |     |     |           |
| 5.                              | Kazachstan    | 5 | 3 | 1 | 1 | 18 | 9  | +9  | 10  | UEFA      |
| 6.                              | Paragwaj      | 5 | 3 | 0 | 2 | 15 | 11 | +4  | 9   | CONMEBOL  |
| 7.                              | Maroko        | 5 | 3 | 0 | 2 | 16 | 15 | +1  | 9   | CAF       |
| 8.                              | Wenezuela     | 5 | 2 | 0 | 3 | 17 | 27 | –10 | 6   | CONMEBOL  |
| Wyeliminowani w 1/8 finału      |               |   |   |   |   |    |    |     |     |           |
| 9                               | Iran          | 4 | 3 | 0 | 1 | 23 | 10 | +13 | 9   | AFC       |
| 10.                             | Portugalia    | 4 | 3 | 0 | 1 | 18 | 6  | +12 | 9   | UEFA      |
| 11.                             | Hiszpania     | 4 | 2 | 1 | 1 | 17 | 4  | +13 | 7   | UEFA      |
| 12.                             | Tajlandia     | 4 | 2 | 0 | 2 | 15 | 20 | –5  | 6   | AFC       |
| 13.                             | Holandia      | 4 | 1 | 2 | 1 | 11 | 10 | +1  | 5   | UEFA      |
| 14.                             | Kostaryka     | 4 | 1 | 1 | 2 | 9  | 15 | -6  | 4   | CONCACAF  |
| 15.                             | Chorwacja     | 4 | 1 | 0 | 3 | 9  | 12 | –3  | 3   | UEFA      |
| 16.                             | Afganistan    | 4 | 1 | 0 | 3 | 9  | 13 | –4  | 3   | AFC       |
| Wyeliminowani po fazie grupowej |               |   |   |   |   |    |    |     |     |           |
| 17.                             | Panama        | 3 | 1 | 0 | 2 | 12 | 19 | -7  | 3   | CONCACAF  |
| 18.                             | Libia         | 3 | 1 | 0 | 2 | 4  | 13 | -9  | 3   | CAF       |
| 19.                             | Uzbekistan    | 3 | 0 | 1 | 2 | 7  | 12 | -5  | 1   | AFC       |
| 20.                             | Tadżykistan   | 3 | 0 | 0 | 3 | 7  | 15 | -8  | 0   | AFC       |
| 21.                             | Angola        | 3 | 0 | 0 | 3 | 11 | 22 | -11 | 0   | CAF       |
| 22.                             | Gwatemala     | 3 | 0 | 0 | 3 | 10 | 22 | -11 | 0   | CONCACAF  |
| 23.                             | Nowa Zelandia | 3 | 0 | 0 | 3 | 2  | 20 | -18 | 0   | OFC       |
| 24.                             | Kuba          | 3 | 0 | 0 | 3 | 5  | 27 | -22 | 0   | CONCACAF  |